# Естебан Гутиерес
Естебан Мануел Гутиерес Гутиерес (на испански: Esteban Manuel Gutiérrez Gutiérrez) е мексикански автомобилен състезател, пилот от Формула 1, състезаващ се за тима на Заубер, където си партнира с Нико Хюлкенберг.
Шампион от Формула БМВ Европа за сезон 2008, печелейки го само на 17-годишна възраст. Шампион в GP3 серии за 2010 година.

## Биография
Роден е на 5 август 1991 г. в Монтерей, Нуево Леон, Мексико. Естебан е втори от четири братя и една сестра в семейството на Робърт Мануел и Клара Гутиерес. Естебан споделя страстта си към картинга със своя брат Андрес, който е седем години по-възрастен от него. Скоро става част от програма на академия за млади таланти на Escudería Telmex.

## Състезателна кариера

### Картинг
Започва кариерата си през 2004 г. в мексиканския картинг тим Rotax Max Challenge, за който се състезава в последните три състезания за сезона. През 2005 г. отново е в тима, като завършва трети в състезание, проведено в щата Индиана, САЩ, което му печели място на световните финали в Малайзия, където завършва на 22-ро място поради механични проблеми.
През 2006 г. Естебан печели всички пет състезания от шампионата Challenge Mexico Camkart.

### Формула BMW

#### 2007
През 2007 година Гутиерес преминава в много по-високия клас на Формула BMW – САЩ. Той завършва на второ място в шампионата, печелейки 4 победи, 8 подиума, 9 полпозишъна и три Най-бързи обиколки (НБО), което му донася наградата „Новобранец на годината“. Въпреки че завършва на второ място, остава на цели 87 точки зад шампиона Даниел Морад. Състезава се и във Формула BMW Световните Серии през 2007 г., като в крайна сметка завършва на последно място от 25 участинка.

#### 2008
Печели през 2008 Формула БМВ Европа шампионата, като през този сезон на шампионата е резултат от сливането на британските и немски серии БМВ. Печели шампионата с 26 точки повече от основния си съперник Марко Витман, като завоюва 7 победи, 6 от които последователно, и се появява на подиума още пет пъти, набирайки 353 точки.

### Формула 3 Европа
През 2009 година се премества в Евро сериите Формула 3, където се състезава за ART Grand Prix заедно със съотборника си Жул Бианки, Валтери Ботас и Ейдриън Тамбе. Той завършва шампионата само с два подиума (Нюрбургринг и Дижон Преноа), като набира 26 точки, поставяйки Мексико на шесто място в „Купата на нациите“.

### GP2 Серии

#### 2009
Гутиерес е поканен на GP2 тестове в Херес, Испания на 6 октомври 2009 г., за ART Grand Prix. По време на сутрешната сесия, той завършва 11-и, а в следобедната сесия – 6-и, с малко повече от половин секунда по-бавно от най-бързо време, дадено от Жул Бианки, който също пилотира за ART. Отново участва в тестове за GP2 в края на годината, като на пистата Пол Рикар, Франция тества за Telmex Arden International. В първия ден (10 ноември), той завършва 10-и в сутрешната сесия и 11 в следобедната. На 12 ноември завършва 7-и в сутрешната сесия.

#### 2010
В края на 2010 г. подписва за участие в GP2 Сериите през сезон 2011.

#### 2011
След като подписва с отбора на ART Grand Prix в края на 2010 г., тима е преименуван на Lotus ART през 2011. Той е съотбоник с Жул Бианки в двете серии (GP2 и GP2) за азиатските серии. Завършва 13-и в шампионата при пилотите и остава в тима на Lotus ART за сезон 2012, а екипа се преименува на Lotus GP, след увеличаване на спонсорството на концерна Лотус и е съотборник с Джеймс Каладо.
Гутиерес завършва Сезон 2012 на трето място в шампионата, с набрани 176 точки, 3 победи, 4 подиума и 5 най-бързи обиколки.

## Формула 1
Гутиерес е поканен да направи тестове с отбора от Формула 1 – БМВ Заубер Формула 1 през декември 2009 г. като част от наградата си за спечелването на шампионата Формула BMW Европа.. Въпреки че отбор губи подкрепата на гиганта БМВ през 2010 г., той преминава програма за обучение заедно с официалните тест-пилоти на отбора Педро де ла Роса и Камуи Кобаяши. По-късно през сезона, той се присъединява официално като тест-пилот на отбора и резервен пилот на 10 септември.
Той почти дебютира във Формула 1 за Заубер в състезанието за Голямата награда на Канада 2011, когато титулярният пилот Серхио Перес има съмнения дали е възстановен от катастрофата в предишното състезание в Монако.
На 28 юли 2011 г. е обявено, че Гутиерес ще остане като резерва в Заубер за Сезон 2012.
На 26 октомври 2012 г. участва в първата свободна тренировка в състезанието за Голямата награда на Индия, замествайки неразположения си сънародник Сепхио Перес. В крайна сметка той записва 20-о време в сесията, преди Перес да се върне в колата за втората сесия.
На 23 ноември 2012 г. от Заубер информират, че Гутиерес ще пилотира за тима от Формула 1 Заубер, като ще бъде в екип заедно с Нико Хюлкенберг, който ще се присъедини към тима от друг отбор, а именно този на Форс Индия.
Прави своя дебют в състезанието за Голямата награда на Австралия 2013 година, като завършва на 13-а позиция, на една обиколка зад победителя Кими Райконен.